# Janbeh Sarā
Janbeh Sarā (persiska: جنبه سرا) är en ort i Iran.   Den ligger i provinsen Gilan, i den nordvästra delen av landet, 290 km nordväst om huvudstaden Teheran. Janbeh Sarā ligger 48 meter över havet och antalet invånare är 699.
Terrängen runt Janbeh Sarā är kuperad åt sydväst, men åt nordost är den platt. Runt Janbeh Sarā är det ganska glesbefolkat, med 45 invånare per kvadratkilometer. Närmaste större samhälle är Pareh Sar, 3,1 km norr om Janbeh Sarā. Trakten runt Janbeh Sarā består till största delen av jordbruksmark.